# Katharina Hering
Katharina Hering (* 28. Februar 1995) ist eine deutsche Tennisspielerin.

## Karriere
Hering, die mit fünf Jahren das Tennisspielen begann, gewann in ihrer Karriere bislang neun Doppeltitel auf dem ITF Women’s Circuit.

## Turniersiege

### Doppel
| Nr. | Datum              | Turnier       | Kategorie   | Belag     | Partnerin            | Finalgegnerinnen                             | Ergebnis         |
| --- | ------------------ | ------------- | ----------- | --------- | -------------------- | -------------------------------------------- | ---------------- |
| 1.  | 15. August 2015    | Bursa         | ITF $10.000 | Hartplatz | Mirabelle Njoze      | María Fernanda Álvarez Terán Noelia Zeballos | 7:64, 6:4        |
| 2.  | 11. September 2015 | Tiberias      | ITF $10.000 | Hartplatz | Naomi Totka          | Francesca Stephenson Ana Veselinović         | 6:4, 7:65        |
| 3.  | 17. September 2016 | Ponta Delgada | ITF $10.000 | Hartplatz | Andrea Ka            | Desirae Krawczyk Elina Wichrjanowa           | 6:3, 6:3         |
| 4.  | 23. Dezember 2016  | Opole         | ITF $10.000 | Sand      | Olga Parres Azcoitia | Déborah Kerfs Jana Sisikowa                  | 6:1, 6:2         |
| 5.  | 3. November 2017   | Casablanca    | ITF $15.000 | Sand      | Olga Parres Azcoitia | Victoria Kan Marija Sotowa                   | 7:64, 6:2        |
| 6.  | 7. September 2018  | Badenweiler   | ITF $15.000 | Sand      | Dewi Dijkman         | Catherine Chantraine Chelsea Vanhoutte       | 7:66, 7:63       |
| 7.  | 20. Oktober 2018   | Cantanhede    | ITF $15.000 | Teppich   | Manca Pislak         | Anna Popescu Francisca Jorge                 | 6:4, 2:6, [10:8] |
| 8.  | 27. Oktober 2018   | Lousada       | ITF $15.000 | Hartplatz | Olga Parres Azcoitia | Francisca Jorge Maileen Nuudi                | 6:2, 6:2         |
| 9.  | 21. August 2021    | Erwitte       | ITF W15     | Sand      | Natalia Siedliska    | Carolina Kuhl Angelina Wirges                | 6:1, 7:5         |